# Peter Rozemeijer
Petrus Johannes (Peter) Rozemeijer (Wormer, 18 juni 1947 - Amsterdam, 29 december 1987) was een Nederlandse couturier die van 1965 tot zijn plotselinge dood in 1987 een couturezaak in Amsterdam had.
Rozemeijer was een zoon uit het gezin van Hendrikus Antonius Rozemeijer en Brigitta Maria Klitsie.

## Opleiding en loopbaan
Omdat Rozemeijer zich al op jonge leeftijd voelde aangetrokken tot mooi gemaakte kleding, volgde hij van 1963-1965 een opleiding aan de Vakschool voor Kleermakers in Amsterdam. Aansluitend deed hij een jaar werkervaring op in de snijzaal van een confectiefabriek. Vanaf dat moment ontwierp en vervaardigde hij kleding voor een eigen klantenkring die zich via mond-tot-mondreclame steeds verder uitbreidde. Daarnaast maakte hij ook kleding voor enkele modezaken, zoals Sophie (van Kleef) en Johnny (Lion). In 1965/66 werkte hij voor Lohle Fashion Gallery, een jongerenboetiek in de Koningsstraat in Amsterdam. Met hoedenontwerper Anton Kühr verzorgde hij een complete modeshow. In de periode 1969-1971 verkochten de boetieks Aleid Fashion en die van Fong Leng zijn ontwerpen. Rozemeijer sloot zijn technische opleiding af aan de Rotterdamse Snijschool.
Eind 1975 opende hij een eigen winkel met atelier in de Tweede Egelantiersdwarsstraat in de Amsterdamse Jordaan. Zijn nieuwe collecties toonde hij in wervelende shows. Sinds de modeshow bij gelegenheid van de opening van de Amsterdamse metro op 14 oktober 1977 groeide de belangstelling voor zijn werk. In 1974 had het toenmalige Toneelmuseum al een gewaad van Rozemeijer verworven, dat de mezzosopraan Ileana Melita droeg tijdens een concert met muziek van de Amerikaanse componist John Cage.

## Werkwijze
Rozemeijer componeerde zijn ontwerpen door op intuïtieve wijze stoffen en uitgeknipte vormen van stof, van verschillende kleuren en soms ook van verschillende structuur, over elkaar te schuiven tot een totaalvorm ontstond. Hij ging niet uit van een vastliggend kleermakerspatroon maar, zo stelde hij: 'Kleding is een gevoel omgezet in materiaal en kleur'. Rozemeijer volgde niet de modetrends van zijn tijd, integendeel: 'Mijn ontwerper zijn ontstaan uit een ongenoegen met de conformiteit van mode. Mijn kleding is er niet voor iedereen ...'

## Ontwikkeling
Kenmerkend voor de kleding van Rozemeijer is de verdeling in kleurvlakken. Deze vormgeving leidde hij af van kleding uit de Japanse en andere culturen. Hij gebruikte biezen en recht- of driehoekige panden die hij sneed uit stoffen van verschillende kleuren en dessins, vaak met een bloemetjespatroon. Vaak waren deze afkomstig van een oude sprei of tweedehands kleding die hij had gekocht op de Wester- of Noordermarkt
In de tweede helft van de jaren zeventig gebruikte hij voornamelijk effen stoffen, in contrast met stoffen met bedrukte of ingeweven abstracte motieven. Zijn voorkeur voor een vormgeving in vlakken, die een sterke relatie vertonen met de geometrische-abstracte schilderkunst van voor de Tweede Wereldoorlog was opvallend. In de jaren zestig had Rozemeijer kennisgemaakt met de echtgenote van Gerrit Rietveld jr. en via haar leerde hij het originele meubilair van De Stijl met zijn kenmerkende rode, gele en blauwe vlakken kennen. Dit zou een steeds terugkerende inspiratiebron blijken. Maar daarnaast maakt hij ook creaties die verwantschap tonen met het werk van Joan Miró, Paul Klee en Wassily Kandinsky.
De solotentoonstelling eind 1979 in het Stedelijk Museum van Ellsworth Kelly en dan met name het olieverfschilderij Blue, green and red I (1965) was vervolgens van directe invloed op Rozemeijers werk. Dit inspireerde hem tot nieuwe ideeën: in de lentecollectie van 1980 paste hij rond verlopende vlakken en lijnen met een uitwaartse beweging toe.
In de herfstcollectie van dat jaar was duidelijke verwantschap te ontdekken met het werk van de hem onbekende Sonia Delaunay. 

## Musea
Creaties van Peter Rozemeijer zijn opgenomen in de collectie van:
- Amsterdam Museum;
- Centraal Museum te Utrecht;
- Gemeentemuseum Den Haag;[1]
- Bijzondere Collecties van de Universiteit van Amsterdam.[2]